# 田中裕介
田中 裕介（たなか ゆうすけ、1986年4月14日 - ）は、東京都八王子市出身の元プロサッカー選手。現役時代のポジションはディフェンダー（サイドバック、センターバック）。

## 来歴

### 横浜F・マリノス
2005年に横浜F・マリノスに入団したが、当初は同じポジション（左サイドバック）に絶対的なレギュラーであったドゥトラが居たため、なかなか出場機会が得られなかった。その後、クラブの世代交代の一環として2006年シーズン終盤から左サイドバックとして出場機会が得られるようになり、2007年シーズンの序盤はレギュラーとして出場。しかし、軽度の怪我で戦列を少しだけ離れた時期に、同じポジションを争っていた小宮山尊信が台頭。その後はベンチに入れるか入れないか、という状態が続いた。
クラブでは控えに甘んじていたが、U-22代表にも招集され、2007年6月6日に行われた北京オリンピックアジア地区第2次予選・対マレーシア戦で先発フル出場を果たした。しかし、この試合ではあわや失点につながる大ミスを犯してしまうなど、十分なパフォーマンスを見せる事が出来なかった（サッカーダイジェストの採点は全選手中最低の5点であった）。
出場機会をなかなか生かしきれない状態が続いていたが、2008年シーズンは桑原隆監督の抜擢を受け、左ストッパーとして開幕戦からレギュラーの座を掴み取った。2009年は右サイドバックにコンバート。2010年は小宮山が抜け、左サイドバックに定着したが、夏場は起用されなかった。

### 川崎フロンターレ
2011年に川崎フロンターレに移籍し、かつてのライバルであった小宮山と再度プレーすることになった。
2014年の12月4日に契約満了が発表された。

### ウェスタン・シドニー
2015年1月11日、オーストラリア・Aリーグのウェスタン・シドニー・ワンダラーズFCと契約を結んだ が、同年6月6日、ウェスタン・シドニー・ワンダラーズFCを退団したことをクラブの公式ウェブサイトで発表した。

### セレッソ大阪
2015年7月9日、当時J2に所属していたセレッソ大阪に移籍することが発表された。
2016年は33試合に出場してチームのJ1昇格に貢献。
2017年はルヴァンカップのチームの勝ち上がりに出場機会の少なかったメンバーと共に貢献、チームは優勝。天皇杯決勝・横浜Fマリノス戦に出場し、延長戦の末の優勝に貢献。
2018年、シーズン初戦・前年度リーグ王者の川崎フロンターレとのスーパーカップに出場、優勝に貢献。徐々に出番を無くし、2018シーズン終了後に契約満了により退団する事が発表された。

### ファジアーノ岡山
2018年12月、ファジアーノ岡山への完全移籍が発表された。
2021年11月26日、契約満了が発表された。

### SHIBUYA CITY FC
2022年2月10日、東京都1部リーグに所属するSHIBUYA CITY FCへ加入することが発表された。
2023年1月10日、現役引退およびSHIBUYA CITY FCの運営会社の執行役員に就任することが発表された。

## エピソード
- 小学校の卒業文集に将来は世界に通用するサッカープレイヤーになりたいと書いた。

## 所属クラブ
- シルクロードSC
- 町田JFC
- 2002年 - 2004年 桐光学園高校
  - 2004年  横浜F・マリノス（特別指定選手）
- 2005年 - 2010年  横浜F・マリノス
- 2011年 - 2014年  川崎フロンターレ
- 2015年1月 - 同年6月  ウェスタン・シドニー・ワンダラーズFC
- 2015年7月 - 2018年  セレッソ大阪
- 2019年 - 2021年  ファジアーノ岡山
- 2022年  SHIBUYA CITY FC

## 個人成績
| 国内大会個人成績 | 国内大会個人成績 | 国内大会個人成績 | 国内大会個人成績 | 国内大会個人成績 | 国内大会個人成績 | 国内大会個人成績 | 国内大会個人成績 | 国内大会個人成績 | 国内大会個人成績 | 国内大会個人成績 | 国内大会個人成績 |
| 年度             | クラブ           | 背番号           | リーグ           | リーグ戦         | リーグ戦         | リーグ杯         | リーグ杯         | オープン杯       | オープン杯       | 期間通算         | 期間通算         |
| 年度             | クラブ           | 背番号           | リーグ           | 出場             | 得点             | 出場             | 得点             | 出場             | 得点             | 出場             | 得点             |
| 日本             | 日本             | 日本             | 日本             | リーグ戦         | リーグ戦         | リーグ杯         | リーグ杯         | 天皇杯           | 天皇杯           | 期間通算         | 期間通算         |
| ---------------- | ---------------- | ---------------- | ---------------- | ---------------- | ---------------- | ---------------- | ---------------- | ---------------- | ---------------- | ---------------- | ---------------- |
| 2005             | 横浜FM           | 26               | J1               | 0                | 0                | 0                | 0                | 0                | 0                | 0                | 0                |
| 2006             | 横浜FM           | 26               | J1               | 2                | 0                | 0                | 0                | 3                | 0                | 5                | 0                |
| 2007             | 横浜FM           | 26               | J1               | 10               | 0                | 4                | 0                | 1                | 1                | 15               | 1                |
| 2008             | 横浜FM           | 26               | J1               | 25               | 1                | 4                | 0                | 3                | 0                | 32               | 1                |
| 2009             | 横浜FM           | 5                | J1               | 31               | 1                | 10               | 2                | 3                | 1                | 44               | 4                |
| 2010             | 横浜FM           | 5                | J1               | 20               | 0                | 6                | 0                | 1                | 0                | 27               | 0                |
| 2011             | 川崎             | 3                | J1               | 30               | 2                | 4                | 0                | 3                | 0                | 37               | 2                |
| 2012             | 川崎             | 3                | J1               | 29               | 4                | 6                | 0                | 3                | 0                | 38               | 4                |
| 2013             | 川崎             | 3                | J1               | 31               | 1                | 9                | 0                | 2                | 0                | 42               | 1                |
| 2014             | 川崎             | 3                | J1               | 27               | 1                | 4                | 1                | 1                | 0                | 32               | 2                |
| オーストラリア   | オーストラリア   | オーストラリア   | オーストラリア   | リーグ戦         | リーグ戦         | リーグ杯         | リーグ杯         | FFA杯            | FFA杯            | 期間通算         | 期間通算         |
| 2014-15          | WSW              | 3                | Aリーグ          | 10               | 0                | -                | -                | 0                | 0                | 10               | 0                |
| 日本             | 日本             | 日本             | 日本             | リーグ戦         | リーグ戦         | リーグ杯         | リーグ杯         | 天皇杯           | 天皇杯           | 期間通算         | 期間通算         |
| 2015             | C大阪            | 5                | J2               | 9                | 1                | -                | -                | 1                | 0                | 10               | 1                |
| 2016             | C大阪            | 5                | J2               | 33               | 0                | -                | -                | 3                | 0                | 36               | 0                |
| 2017             | C大阪            | 5                | J1               | 18               | 0                | 11               | 1                | 6                | 1                | 35               | 2                |
| 2018             | C大阪            | 5                | J1               | 5                | 0                | 1                | 0                | 1                | 0                | 7                | 0                |
| 2019             | 岡山             | 8                | J2               | 36               | 1                | -                | -                | 0                | 0                | 36               | 1                |
| 2020             | 岡山             | 8                | J2               | 22               | 0                | -                | -                | -                | -                | 22               | 0                |
| 2021             | 岡山             | 8                | J2               | 8                | 0                | -                | -                | 1                | 0                | 9                | 0                |
| 通算             | 日本             | 日本             | J1               | 228              | 10               | 59               | 4                | 27               | 3                | 314              | 17               |
| 通算             | 日本             | 日本             | J2               | 108              | 2                | -                | -                | 5                | 0                | 113              | 2                |
| 通算             | オーストラリア   | オーストラリア   | Aリーグ          | 10               | 0                | -                | -                | 0                | 0                | 10               | 0                |
| 総通算           | 総通算           | 総通算           | 総通算           | 346              | 12               | 59               | 4                | 32               | 3                | 437              | 19               |

- 2004年は特別指定選手。

その他の公式戦
- 2015年
  - J1昇格プレーオフ 2試合0得点
- 2018年
  - FUJI XEROX SUPER CUP 1試合0得点

| 国際大会個人成績 | 国際大会個人成績 | 国際大会個人成績 | 国際大会個人成績 | 国際大会個人成績 |
| 年度             | クラブ           | 背番号           | 出場             | 得点             |
| AFC              | AFC              | AFC              | ACL              | ACL              |
| ---------------- | ---------------- | ---------------- | ---------------- | ---------------- |
| 2014             | 川崎             | 3                | 8                | 0                |
| 2015             | WSW              | 3                | 5                | 0                |
| 2018             | C大阪            | 5                | 1                | 0                |
| 通算             | AFC              | AFC              | 14               | 0                |

### 出場歴
- 2006年11月26日 - プロ初出場（Jリーグ） - 大分トリニータ戦（日産スタジアム）
- 2007年12月8日 - プロ初得点（天皇杯） - 清水エスパルス戦（桃太郎スタジアム）

## 代表歴

### 出場大会など
- オリンピック日本代表
  - 2007年 北京オリンピックサッカーアジア予選
  - 2008年 トゥーロン国際大会

## タイトル
セレッソ大阪
- Jリーグカップ：1回（2017年）
- 天皇杯全日本サッカー選手権大会：1回（2017年）
- FUJI XEROX SUPER CUP：1回（2018年）